# 尹辙
尹辙，江西吉水人，是一名明朝政治人物。
尹辙曾于1553年接替黄惟用任崇明县知县一职，1554年由唐一岑接任。